# Tổ khúc dàn nhạc số 2 cung Si thứ, BWV 1067

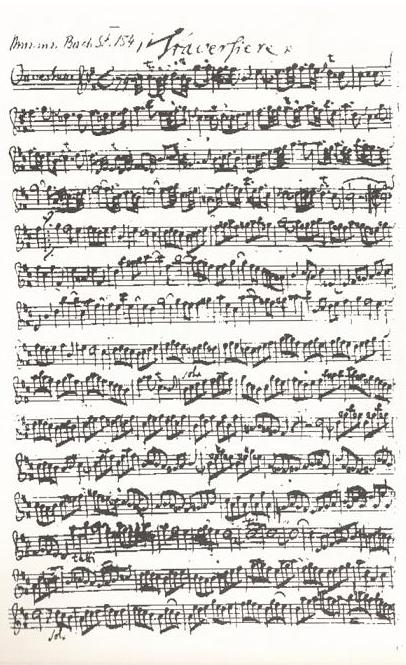
Bản viết tay của Bach cho phần bè sáo độc tấu của tổ khúc dàn nhạc số 2 (BWV 1067)

Tổ khúc cho dàn nhạc số 2 cung Si thứ, BWV 1067 là một trong bốn tổ khúc cho dàn nhạc của nhà soạn nhạc người Đức Johann Sebastian Bach. Tổ khúc này mở đầu bằng Ouverture, một thuật ngữ bắt nguồn từ tiếng Pháp. Tiếp sau đó là một số chương nhạc mang tên của những điệu khiêu vũ cũng có nguồn gốc từ Pháp như Rondeau, hay Bourée và Menuet, vốn là những điệu nhảy hoàng gia tại triều đình Louis XIV. Sarabande là một điệu nhảy nhanh có nguồn gốc từ Tây Ban Nha hoặc Tân Thế giới nhưng cũng xuất hiện trong tổ khúc này dưới tốc độ chậm hơn, mang đặc trưng phong cách Pháp. Polonaise, một thể loại âm nhạc dân gian bắt nguồn từ một điệu múa dân gian của Ba Lan được Bach cách tân từ một bài hát dân ca. Tổ khúc kết thúc với Badinerie, là một chương ngắn gọn, nhưng mang nặng tính kỹ thuật, cũng là một trong những giai điệu nổi tiếng trên thế giới tới ngày nay và có sức ảnh hưởng lớn nhất của Bach.
Về khía cạnh phong cách sáng tác, giống như bản sonata cho sáo flute trước đó của ông, tổ khúc cho dàn nhạc số 2 này có thể là một sự tái sử dụng lại chất liệu sáng tác từ thời kỳ mà nhà soạn nhạc ở Köthen. Theo một số nhận định, tác phẩm đã chứa đựng "một vài sự tinh tế" trong kỹ thuật sáng tác bậc thầy, đồng thời dù thuấn nhầm phong cách Pháp nhưng trong đó Bach đã xây dựng một nền tảng tinh thần dân tộc quê hương Đức vững chắc.

## Bối cảnh
Tổ khúc số 2 của Bach bắt nguồn từ một phần các bản thảo viết tay mà ông viết trước đó cho sáo flute và viola ở Leipzig từ khoảng năm 1738–39. Đây là tổ khúc duy nhất trong số 4 tổ khúc của nhà soạn nhạc được viết ở một giọng thứ. Bản tổng phổ của tác phẩm hiện nay đã bị thất lạc, nhưng phân phổ các bè nhạc từ giai đoạn 1738–39 thì vẫn còn tổn tại và hiện bảo quản ở Thư viện Berlin. Thời kì này, Bach tiếp quản Collegium Musicum một lần nữa vào năm 1739 sau hai năm tạm nghỉ và ông sẽ dự định thực hiện công việc này cho các buổi hòa nhạc tại quán cà phê thường trực mà mình làm việc ở Leipzig. Theo nhận định, tổ khúc thứ hai của Bach chứa đựng "một vài sự tinh tế" trong kỹ thuật sáng tác bậc thầy, bao gồm canon nhiều bè được thể hiện trong của tất cả các nhạc cụ ở cuối phần Ouverture và các canon giữa giọng cao và bè trầm trong một số chương. Chương Sarabande thậm chí còn có quy định nghiêm ngặt về canon năm bè, điều này khiến một số nhà nghiên cứu âm nhạc chỉ đặt công trình nghiên cứu tìm hiểu âm nhạc vào cuối thời kỳ mà Bach ở Leipzig. Gustav Mahler đã chuyển soạn các chương nhạc của tổ khúc dàn nhạc số 2 và 3 của Bach cho dàn nhạc giao hưởng, đàn harpsichord và đàn organ. 2 bộ tổ khúc đã được biểu diễn nhiều lần trong chuyến lưu diễn đầu tiên của Mahler với New York Philharmonic, trong đó Mahler biểu diễn đàn harpsichord còn Harry Jepson chơi đàn organ.
Về mặt phong cách sáng tác, giống như bản sonata cho sáo flute trước đó của Bach, tổ khúc cho dàn nhạc số 2 này có thể là một sự viết lại chất liệu sáng tác từ thời kỳ ở Köthen trước đó của nhà soạn nhạc. Chính xác điều gì cấu thành nên dàn nhạc của Bach đã là một vấn đề tranh luận kể từ khi nhà âm nhạc học Joshua Rifkin lần đầu tiên trình bày lập luận trong một bài giảng năm 1981 rằng Bach biểu diễn phần lớn âm nhạc của mình bằng một bè hoặc một nhạc cụ.
Dù thuấn nhầm phong cách Pháp nhưng phần sáo độc tấu mang lại cho tác phẩm quy mô không kém một bản concerto độc tấu phong cách Ý, mà trong đó Bach đã xây dựng một nền tảng tinh thần dân tộc Đức vững chắc.

### Phiên bản trước đó cung La thứ
Joshua Rifkin đã cho rằng dựa trên phân tích chuyên sâu về các bản thảo đầu tiên có chữ ký của từng phân phổ, tác phẩm này đã dựa trên một phiên bản khác trước đó viết ở cung La thứ, trong đó  nhạc cụ độc tấu là violin chứ không phải sáo. Rifkin nói lời giải thích phù hợp nhất cho việc các nốt nhạc không đúng cao độ khi ghi chép trong các phân phổ còn sót lại là do chúng đã được sao chép từ một bản mẫu có toàn bộ giai điệu ở âm vực thấp hơn. Theo đó, phần độc tấu này bị thấp hơn âm vực tối thiểu từ trước đến nay Bach đã viết cho bất kỳ phần sáo nào (sáo flute Bach thường gọi là flauto traverso hoặc sáo traversière). Rifkin lập luận rằng thực chất với âm vực này thì violin là nhạc cụ khả dĩ nhất chứ không phải sáo, và ông nhấn mạnh rằng khi viết từ "Traversiere" trong phần solo, Bach dường như đã cách điệu chữ T từ chữ "V trước đó", cho thấy rằng ban đầu nhà soạn nhạc có ý định viết từ "violin". Hơn nữa, Rifkin cũng không quên nhắc những đoạn nhạc trong tác phẩm có thể khai thác kỹ thuật âm sắc từ violin, ngoài ra có khả năng Bach đã lấy cảm hứng để viết tổ khúc từ một tác phẩm tương tự của người anh em họ đời thứ hai của ông là Johann Bernhard Bach. Nghệ sĩ sáo flute Steven Zohn chấp nhận lập luận này rằng có một phiên bản trước đó ở cung La thứ, nhưng ông cho rằng rằng phần gốc có thể biểu diễn được trên sáo cũng như cả violin.
Nghệ sĩ kèn oboe Gonzalo X. Ruiz đã lập luận chi tiết rằng nhạc cụ độc tấu trong phiên bản La thứ gốc bị thất lạc lại là kèn oboe, và ông đã thu âm lại để phục dựng bản gốc giả định đó trên một chiếc kèn oboe Baroque. Lập luận mà nghệ sĩ đưa ra để phản bác ý kiến đàn violin như việc âm vực của phần bè độc tấu đó bị "hạn chế một cách kỳ lạ", "gần như tránh hoàn toàn dây sol". Ông còn cho rằng "phần violin độc tấu đôi khi lại có cao độ thấp hơn bè đệm violin I, đó là điều lấn cấn, hầu như chưa từng có tiền lệ trong các bản nhạc cho violin độc tấu". Ngược lại, "âm vực chính xác là âm vực của kèn oboe", việc viết nhạc cho oboe độc tấu đôi khi có âm vực thấp hơn violin I là cách làm điển hình của thời kì Baroque, vì oboe "nghe vẫn lọt tai", và "những hình âm tượng tự được tìm thấy trong nhiều tác phẩm oboe vào thời kỳ đó."

## Cấu trúc
Tổ khúc được viết cho sáo độc tấu, violin I, violin II, viola và bè trầm liên tục (do Harpsichord đảm nhiệm). Tổ khúc gồm 7 chương với 6 điệu nhảy khác nhau:
1. Ouverture
2. Rondeau
3. Sarabande
4. Bourrée I/II
5. Polonaise / Double
6. Menuet
7. Badinerie

## Các chương nhạc
Tổ khúc này gồm 7 chương. Các chương nhạc giữa là Bourrée và Polonaise, trong đó mỗi chương đều chứa thêm một phần thứ hai mang lại khoảng không gian cho sáo độc tấu thể hiện kỹ thuật. Trong chương Bourrée, phần sáo được hỗ trợ bởi các hợp âm thong thả nhẹ nhàng từ đàn dây, chương Polonaise các bè đàn dây thấp đi theo chủ đề của phần bè trầm liên tục. Hai chương Sarabande và Minuet, violin I bắt chước hoàn toàn âm hình tiết tấu cũng như cao độ của sáo.

### Ouverture
Tổ khúc được mở đầu bằng Ouverture với gần 220 ô nhịp, một thuật ngữ tiếng Pháp biểu thị nguồn cảm hứng tiềm ẩn của chương. Phần mở đầu được viết ở nhịp {\displaystyle {\boldsymbol {C}}\!\!\!|\;} , trong khi ở phần fugal được đánh số nhịp là {\displaystyle {\boldsymbol {2}}\!\!\!|\;}; cuối cùng phần kết được viết với tiêu đề "Lentement" dưới nhịp 3
4. Chương này chỉ sử bè sáo dộc tấu và cho violin I diễn tấu y hệt, đồng thời phát triển bản nhạc dựa trên sự mô phỏng giữa chính sáo và bè trầm. Chủ đề fugato trong phần sau được đặc trưng bởi một kỹ thuật nảy đặc trưng (ngày nay chủ yếu được chơi dưới tên gọi staccato). Chương nhạc được biểu diễn trong phần trình bày thông qua tất cả các bè trước khi đoạn kết đầu tiên để sáo thể hiện như một nhạc cụ độc tấu. Trong hầu hết các đoạn độc tấu rất dài, bè trầm liên tục làm nổi bật chủ đề fugue một cách rõ ràng, điều này đảm bảo sự gắn kết chủ đề chặt chẽ. Ở đoạn cuối, Bach viết trở lại theo nhịp điệu rải rác ở phần đầu để khẳng định rõ ràng chủ đề của chương nhạc và truyền tải nó qua tất cả các nhạc cụ đàn dây theo kiểu đối âm.  Sự kết hợp giữa phần mở đầu chậm, trang trọng và phần Allegro nhanh nhẹn ở cuối bắt nguồn từ các Ouverture mang đậm phong cách Pháp của Jean-Baptiste Lully, vị nhạc sĩ đã sử dụng chúng để mở đầu các vở opera và ballet của mình. Việc đưa một cây sáo độc tấu vào phần nhạc cụ cho phép Bach kết hợp các yếu tố của hình thức concerto vào phần fugal của Ouverture, với các bè dây thực hiện phức điệu nghiêm khắc và các đoạn hòa tấu do sáo dẫn dắt biểu thị tiến trình hòa âm của chương.

### Rondeau
Được viết dưới tiêu đề chép tay là Rondeaux bởi Bach với nhịp {\displaystyle {\boldsymbol {C}}\!\!\!|\;}, gồm 54 ô nhịp. Trình tự các điệu nhảy của những chương tiếp theo được thông qua Rondeau đầu tiên. Điều này giúp chèn các đoạn tương phản giữa các lần lặp lại của chủ đề, thường nhấn mạnh vào bè đệm (tức không phải sáo độc tấu).

### Sarabande
Được viết ở nhịp 3
4 với 32 ô nhịp , trong đó có một canon ở nhịp thứ 12 giữa sáo độc tấu cộng thêm violin I và bè trầm. Sarabande vốn là một điệu nhảy nhanh có nguồn gốc từ Tây Ban Nha hoặc Tân Thế giới, trong tổ khúc này lại chỉ xuất hiện dưới tốc độ chậm hơn mang phong cách Pháp.

### Bourrée
Phân thành Bourrée I (24 ô nhịp) và Bourée II (13 ô nhip), viết dưới nhịp {\displaystyle {\boldsymbol {C}}\!\!\!|\;} . Chương nhạc này có mối liên kết chặt chẽ với nhịp điệu của điệu Bourrée nguyên bản nhưng dường như có sự khác biệt so với phong cách của người Pháp. Bach điểm một vài đường nét mang phong cách Ý trong Bourrée II với các âm tô điểm trong giai điệu và hòa âm giữa độc tấu sáo và dàn nhạc dây đệm, trong khi với Bourrée I ông sử dụng bè trầm trì tục. Những đường nét của điệu nhảy Bourrée cổ nguyên bản chỉ còn tìm thấy trong các tiết tấu đảo phách.

### Polonaise / Double
Chương Polonaise viết ở nhịp 3
4 gồm 12 ô nhịp, phần Double gồm 14 ô nhịp. Điệu Polonaise trong tổ khúc này là sự cách điệu của bài hát dân ca Ba Lan "Wezmę ja kontusz" (tạm dịch là "Tôi sẽ cầm lấy chiếc áo choàng quý tộc của mình"). Phần sáo được ghi chú là "Moderato e staccato" và bè violin I là "lentement" (chậm).

### Menuet
Được viết ở nhịp 3
4, gồm 24 ô nhịp. Violin I bắt chước hoàn toàn giai điệu và tiết tấu của sáo.

### Badinerie

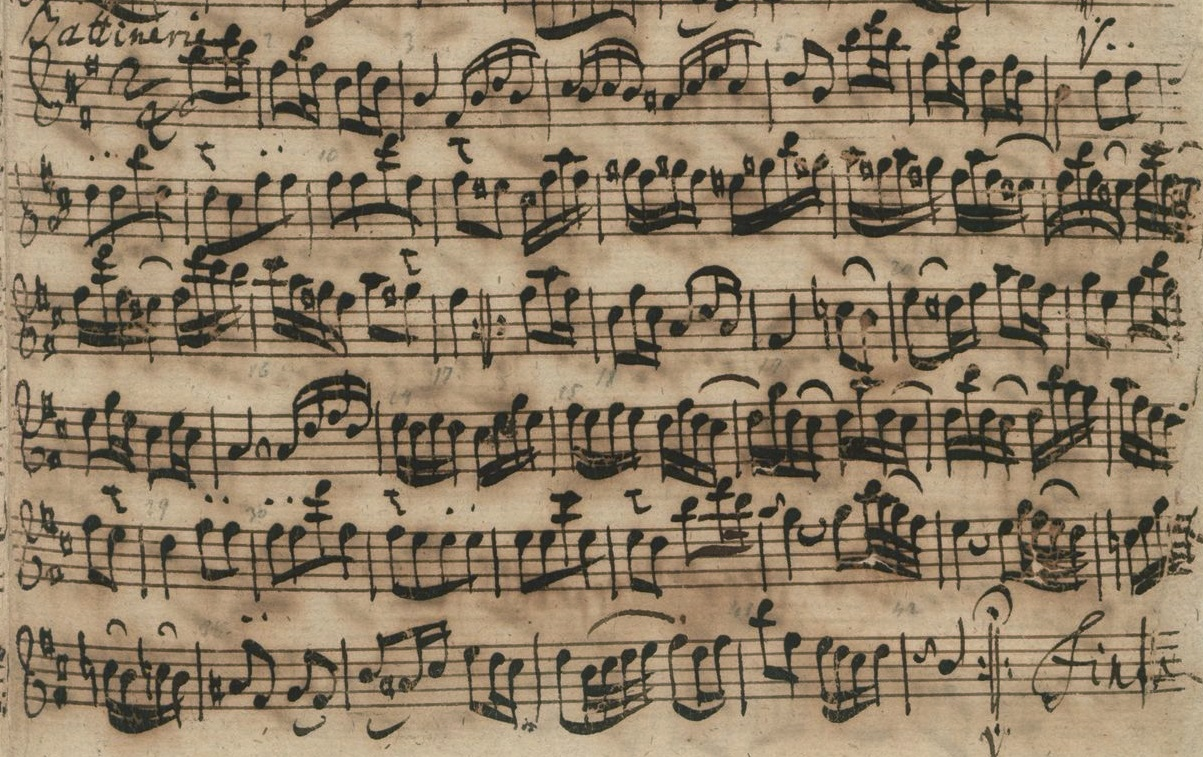
Bản thảo chép tay nguyên bản của Badinerie do Bach sáng tác

Badinerie là chương cuối cùng trong tổ khúc với 40 ô nhịp. Badinerie trong tiếng Pháp có ý nghĩa là "vui đùa", là tên gọi chỉ một loại tiểu phẩm mang tính khiêu vũ, vui vẻ và nhanh ở nhịp hai phách. Ở thế kỷ 18, badinerie được dùng như một chương nhạc trong tổ khúc. Đôi khi chương nhạc còn được đánh vần là "Battinerie" trong các bản thảo viết tay của ông. Hầu hết các ấn bản hiện đại của tổ khúc số 2 cũng đã đặt tiêu đề badinerie cho một chương nhạc mang không khí kết thúc. Tuy nhiên, tất cả các bản sao viết tay từ thế kỷ 18 còn tồn tại, bao gồm cả phần nhạc viết tay cho sáo, chính Bach đã gọi nó là "Battinerie". Đối với cách viết này, một số người tỏ ra nghi ngờ rằng Bach đã chơi chữ bằng từ tiếng Pháp badinerie (một trò giải trí thú vị) với từ tiếng Pháp "batterie" (đánh nhau hoặc ẩu đả).
Mặc dù tên gọi "Badinerie" không phổ biến, nhưng từ tương đương với nó trong tiếng Ý là "scherzo" lại được sử dụng với tần suất nhiều hơn. Bản thân Bach cũng đã từng viết chương 6 với tiêu đề scherzo trong Partita cung La thứ cho đàn phím, BWV 827. Cũng tương tự ở tổ khúc dàn nhạc cung Si thứ, đây là một chương nhạc có nhịp 2
4 bắt đầu trên một nét nhạc tươi sáng. Việc hai chương nhạc này có đặc điểm giống nhau đến mức một nghiên cứu cho thấy Bach đã coi "baderine" và scherzo" là tương đương nhau.

#### Âm nhạc
Về phần đệm bè trầm liên tục, nhạc công đàn harpsichord sẽ đọc từ dòng nhạc của cello và diễn tấu các nốt bằng tay trái và tự điền vào hợp âm bằng tay phải. Chương nhạc được viết ở hình thức hai đoạn đơn theo nhịp 2
4 nhanh chóng, mang tính chất "trong sáng, vui tươi". Xuyên suốt chương nhạc, hai chủ đề kết hợp đối nghịch nhau trong tính chất "đánh nhau nghịch ngợm", và bè trầm với bè dây cao (do violin I) cũng diễn tấu với tính "đùa nghịch" cùng sáo độc tấu. Violin II và viola chỉ có vai trò đệm hòa âm với những tiết nhạc ít sự chuyển động hơn. Bach cũng sử dụng nhiều sự tương phản âm để tạo ra những biến đổi về cường độ âm nhạc. Đoạn 1 viết ở giọng Si thứ, trong khi đoạn 2 viết ở giọng Rê trưởng, sau đó trở lại Si thứ để về đúng điệu thức của bài. Thông thường để có bản nhạc đầy đủ và hoàn chỉnh hơn, các nhà soạn thường yêu cầu lặp lại từng đoạn với hình thức 2 đoạn đơn và bản Badinerie này cũng không phải ngoại lệ.
Nhận xét về điệu thức, một cuốn sách đưa ra ý kiến tuy viết ở giọng thứ nhưng với nhịp điệu, tiết tấu nhanh và bản thân tiêu đề của chương nhạc đã khiến nó "khó mà liên tưởng được tới nỗi buồn". Theo một nhận định khác, tác phẩm này là một ví dụ điển hình về phong cách âm nhạc cổ điển của thời kì Baroque với việc sử dụng nhiều nốt hoa mĩ và các nốt láy rền.

#### Di sản
Bản Baderine của Bach được xem là một trong những ví dụ nổi tiếng nhất về vũ điệu này. Chương nhạc này cũng thường xuyên được giới thiệu trong các buổi hoà nhạc và thu âm, thể hiện được vị thế mang tính biểu tượng trong âm nhạc Baroque. Một cuốn sách giáo khoa âm nhạc đã dành ra hơn 10 trang để phân tích về sáng tác này của Bach. Những bản badinerine về sau cũng xuất hiện trong các tác phẩm tiếng Pháp của Graupner và Telemann với nhịp độ nhanh. Bản Badinerie của Bach đã trở thành một tác phẩm trình diễn cho những nghệ sĩ thổi sáo độc tấu vì tốc độ nhanh và độ khó. Thậm chí, bản nhạc thường được biểu diễn bởi những nghệ sĩ đáo điêu luyện và còn được chuyển soạn cho cả các nhạc cụ kèn đồng như trumpet, thậm chí cả guitar cổ điển và guitar điện với mục đích kiểm tra tốc độ nhanh nhạy ngón tay của người biểu diễn. Bản nhạc này có đầy đủ tiêu đề ngụ ý về sự vui vẻ "nhẹ nhàng và sống động", điều này khiến tác phẩm cũng trở nên phổ biến với những người chuyển soạn nhạc Jazz. Bản chuyển soạn cho guitar cổ điển và dàn nhạc thính phòng của John Williams và Wendy Carlos cũng được xem là một trong những bản nhạc chuyển soạn "thú vị nhất".
Theo một cuốn sách nhận định, Bach luôn đau đáu và có niềm đam mê sáng tác mãnh liệt với những tác phẩm âm nhạc hình thức lớn và đồ sộ, chính vì lẽ đó mà ông thường được coi là một người đàn ông "nghiêm khắc, không có thời gian với những cuộc đùa vui". Nhưng bản badinerie của ông là một ví dụ cho thấy điều ngược lại. Ngoài ra, độ khó về mặt kỹ thuật của các tác phẩm do các nhà soạn nhạc thời Baroque đã đặt ra nghi vấn về mức độ điêu luyện trong nghệ thuật biểu diễn thời xa xưa so với hiện đại. Bản badinerie của Bach cùng các tác phẩm của ông, kể cả những nhà soạn nhạc khác đã được mang ra thảo luận và đối chiếu. Kết quả cho thấy các nhạc sĩ hàng đầu từ nhiều thế kỷ trước đã thành thạo trong việc biểu diễn các kỹ thuật chơi nhạc cụ không kém các nghệ sĩ bậc thầy ngày nay.

#### Trong văn hoá đại chúng
Badinerie còn được sử dụng trong nhiều tác phẩm âm nhạc và điện ảnh khác nhau nhằm tăng thêm "cảm giác sống động và sang trọng" cho nhạc nền. Trong nhiều năm vào những năm 1980 và đầu những năm 1990, chương nhạc này là nhạc hiệu cho các chương trình buổi sáng của kênh truyền hình ITV Schools ở Vương quốc Anh. Một tờ báo cũng đã đưa tin trong một chương trình nghệ thuật "Quarantine Sessions", hai nghệ sĩ thổi sáo cùng nghệ sĩ cello đến từ Nhà hát Opera Quốc gia Hy Lạp và Dàn nhạc Giao hưởng Đài phát thanh Hy Lạp đã biểu diễn chương badinerie của Bach trong một bãi đỗ xe.
Chủ đề âm nhạc của tác phẩm này xuất hiện nhiều trong các chương trình phát thanh và truyền hình, thậm chí là nhạc chuông điện thoại và nằm trong tâm trí của nhiều người. Bản nhạc đã xuất hiện trong bộ phim hài Father of the Bride. Nữ ca sĩ người Do Thái Noa đã sử dụng giai điệu của Badinerie này để chuyển soạn thành ca khúc mang phong cách âm nhạc Di Gan và nhạc Jazz mang tên "No baby" của mình.